# Leucolithodes australis
Leucolithodes australis là một loài bướm đêm trong họ Geometridae.